# Timor Post
Die Timor Post ist eine Tageszeitung in Osttimor. Sie erscheint in Tetum und Bahasa Indonesia. Ihren Sitz das die Timor Post an der Rua Dom Boaventura, gegenüber vom Jardim Infantil, im Stadtteil Bebora (Suco Motael). Heute ist die Timor Post eine der wichtigsten Zeitungen des Landes. 2011 lag sie mit einem Leseranteil von 38 % auf Platz zwei der Tageszeitungen hinter der Suara Timor Lorosa’e mit 44 %.

## Geschichte
Die erste Redaktion der Timor Post hatte 14 Mitglieder. Marcos António, Claudio Araújo, Santina Araújo, João Barreto, Suzana Cardoso, Afonso da Costa, Adérito Hugo da Costa, Ilidio da Cruz, Domingos Freitas, Rosa Garcia dos Santos, Lourenco Vicenti Martins, Otélio Ote, Jacob Ximenes und José Maria Ximenes. Alle 14 Erstmitglieder sind gleichberechtigte Miteigentümer der Timor Post. Adérito Hugo da Costa wurde der erste Direktor der Zeitung. Er war von 2016 bis 2017 Parlamentspräsident Osttimors und Mitglied der 2007 gegründeten Partei Congresso Nacional da Reconstrução Timorense (CNRT).
Die erste Ausgabe erschien am 29. Februar 2000, als das Land noch unter Verwaltung der Vereinten Nationen stand. Die Queensland Newspapers aus dem australischen Brisbane stiftete Computer und Drucker, Strom kam von Generatoren der australischen Armee. Mithilfe eines geliehenen Kopiergerätes wurden die 500 Exemplare der ersten Auflage fertiggestellt. Sie wurden kostenlos auf der Straße verteilt. Während der Unruhen in Osttimor 2006 war die Timor Post gezwungen zeitweise den Betrieb einzustellen, nachdem zwei Mitarbeiter brutal verprügelt worden waren.
Ein Artikel von Raimundos Oki vom 10. November 2015 führte zu einem Eklat. Der Artikel befasste sich, unter Berufung auf interne Regierungsdokumente, mit möglichen Angebotsabsprachen bei der Installation neuer Computer im Finanzministerium durch eine private Firma. Die Firma war vom Berater des Ministeriums Rui Maria de Araújo empfohlen worden. Araújo wurde später Premierminister des Landes (2015–2017). Oki und sein Redakteur Lourenço Martins erhielten von der Generalstaatsanwaltschaft eine Vorladung, wegen der Verletzung von § 285 des Strafgesetzbuches. Ihnen wurde Verleumdung vorgeworfen. Tatsächlich hatten die Journalisten Fehler in der Recherche gemacht. Die Zeitung entschuldigte sich und druckte auf der Titelseite eine Gegendarstellung. Martins kündigte seine Anstellung bei der Redaktion. Trotzdem kam es zur Anklage. Am 17. Mai 2017 forderte der Staatsanwalt in seinem Abschlussplädoyer für Oki ein Jahr Gefängnis und für Martins ein Jahr Gefängnis und zwei Jahre auf Bewährung. Das Distriktsgericht von Dili sprach aber beide Angeklagten am 1. Juni frei, weil sie nicht willentlich eine Falschmeldung veröffentlicht hatten und die Richtigstellung der Inhalte schnell erfolgte.

## Sonstiges
José Maria Ximenes, Direktor der Timor Post, vertritt seit 2015 die Medienunternehmen im Presserat.